# Shut Your Mouth
Shut Your Mouth is het vijfde studioalbum van de Australische punkband Frenzal Rhomb. Het album werd uitgegeven door het platenlabel Epic Records op cd op 20 november 2000 in Australië en op 20 maart 2001 door Fat Wreck Chords op cd en lp in de Verenigde Staten. De Amerikaanse cd-versie werd later door Epitaph Records in Australië heruitgegeven.

## Nummers
Het laatste nummer van de Amerikaanse versie van het album ("Don't Let the Bastard's Keep You Down") is een andere versie van het nummer de op de Australische versie te horen is. De Australische versie bevat de hidden track "Baby Won't You Hold Me in Your Arm". Een langere versie van dit album verscheen later op het verzamelalbum For the Term of Their Unnatural Lives.
| Epic Records (2000) 1. "Everything's Fucked" 2. "Runaway" 3. "Coming Home" 4. "Had Enough" 5. "She's Not Happy" 6. "War" 7. "Dance-Ecution" 8. "Nothing's Wrong" 9. "Rats in the Walls" 10. "Cheer Up" 11. "Home Made Video" 12. "The Best Guy" 13. "Local Resident Failure" 14. "My Girlfriend's a Man" 15. "I Love Fucking Up" 16. "Don't Let the Bastards Keep You Down" | Fat Wreck Chords (2001) 1. "Everything's Fucked" - 1:40 2. "Had Enough" - 2:48 3. "Runaway" - 1:24 4. "Coming Home" - 2:30 5. "All Hail the Weekend" - 2:38 6. "Home Made Video" - 3:01 7. "The Best Guy" - 2:47 8. "Dance-Ecution" - 2:06 9. "Nothing's Wrong" - 2:15 10. "Rats in the Walls" - 3:14 11. "Cheer Up" - 2:51 12. "Local Resident Failure" - 3:03 13. "War" - 2:31 14. "Sodom the Clown" - 2:43 15. "I Love Fucking Up" - 2:52 16. "Don't Let the Bastard's Keep You Down" - 2:24 |